# Aleksej Velikodnyj
Aleksej Velikodnyj (in russo Алексей Великодный?; 17 aprile 1983) è un pentatleta russo.

## Palmarès
In carriera ha conseguito i seguenti risultati:
- Europei

Montepulciano 2005: argento nel pentathlon moderno staffetta a squadre.
Budapest 2006: bronzo nel pentathlon moderno staffetta a squadre.
Riga 2007: oro nel pentathlon moderno staffetta a squadre.